# Elecciones estatales de Durango de 1980
Las elecciones estatales de Durango de 1980 se llevaron a cabo el domingo 6 de julio de 1980, y en ellas se renovaron los siguientes cargos de elección popular del estado mexicano de Durango:
- Gobernador de Durango. Titular del Poder Ejecutivo del estado, electo para un periodo de seis años no reelegibles en ningún caso, el candidato electo fue Armando del Castillo Franco.
- 38 ayuntamientos. Compuestos por un Presidente Municipal y regidores, electos para un periodo de tres años no reelegibles para el periodo inmediato.
- Diputados al Congreso del Estado. Electos por mayoría relativa en cada uno de los Distrito Electorales.

## Resultados electorales

### Gobernador
|  | 6.6 % |

|  | 87.1 % |

|  | 2.0 % |

|  | 1.6 % |

|  | 0.6 % |

|  | 1.8 % |

|  | 0.3 % |

|  | 100.00 % |

### Municipios
| Partido/Alianza | Partido/Alianza                             | Municipios |
| --------------- | ------------------------------------------- | ---------- |
|                 | Partido Acción Nacional                     | 1          |
|                 | Partido Revolucionario Institucional        | 37         |
|                 | Partido Auténtico de la Revolución Mexicana | 0          |
|                 | Partido Comunista Mexicano                  | 0          |
|                 | Partido Demócrata Mexicano                  | 0          |
|                 | Partido Popular Socialista                  | 0          |
|                 | Partido Socialista de los Trabajadores      | 0          |

Fuente: Instituto de Mercadotecnia y Opinión

#### Ayuntamiento de Durango
- Eduardo de la Peña Lares  Hecho